# Tritia miga
Tritia miga is een slakkensoort uit de familie van de fuikhorens (Nassariidae). De wetenschappelijke naam van de soort werd in 1789 voor het eerst geldig gepubliceerd door Bruguière.